# Donnelly Island
Donnelly Island ist eine Insel westlich der Antarktischen Halbinsel. In der Gruppe der Léonie-Inseln liegt sie 150 m südöstlich von Anchorage Island in der Ryder Bay an der Südostküste von Adelaide Island.
Das UK Antarctic Place-Names Committee benannte sie 1993 nach John Donnelly (1948–1993), leitender Maschinist auf der James Clark Ross, der im Januar 1993 gegen Ende einer Forschungsfahrt des Schiffs infolge einer Erkrankung gestorben war.